# Montagne d’Alaric

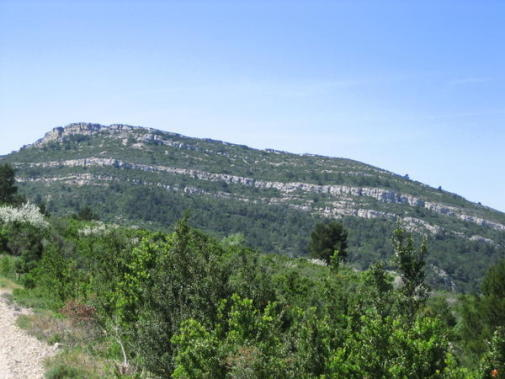
Blick über die Montagne d’Alaric

Die Montagne d’Alaric ist ein kleiner Gebirgszug in Südfrankreich im Département Aude und ein Teil der Corbières.

## Verlauf
Der Gebirgszug erstreckt sich östlich von Carcassonne über etwa 20 Kilometer und gipfelt im Signal d’Alaric (600 Meter). An den Hängen wird Weinbau betrieben (Vignoble de la Montagne d’Alaric), zum Beispiel in Comigne, Douzens, Floure, Fontcouverte, Barbaira, Moux und Capendu. Im Norden führt die Autobahn A61 an den Bergen vorbei, im Süden des etwa acht Kilometer breiten in Ost-West-Richtung verlaufenden Bergzugs verlaufen die Départementsstraßen D3 (bis Montlaur), die D114 bis Camplong und dann die D212 als Umfahrungsstraße.

## Name
Der Name des Gebirges erinnert daran, dass die Westgoten diese Gegend ab dem Jahr 412 beherrschten. Athaulf, Schwager des Königs Alarich I. und dessen Nachfolger, ließ hier eine bedeutende Festung errichten, aus der im 11. Jahrhundert die Burg Miramont oberhalb von Barbaira hervorging. Eine Legende erzählt, dass das Grab des Königs Alarich II. sich in einer Höhle befindet, die in den Bergen angelegt wurde.